# Rhabdogyna
Rhabdogyna là một chi nhện trong họ Linyphiidae.